# Aperol

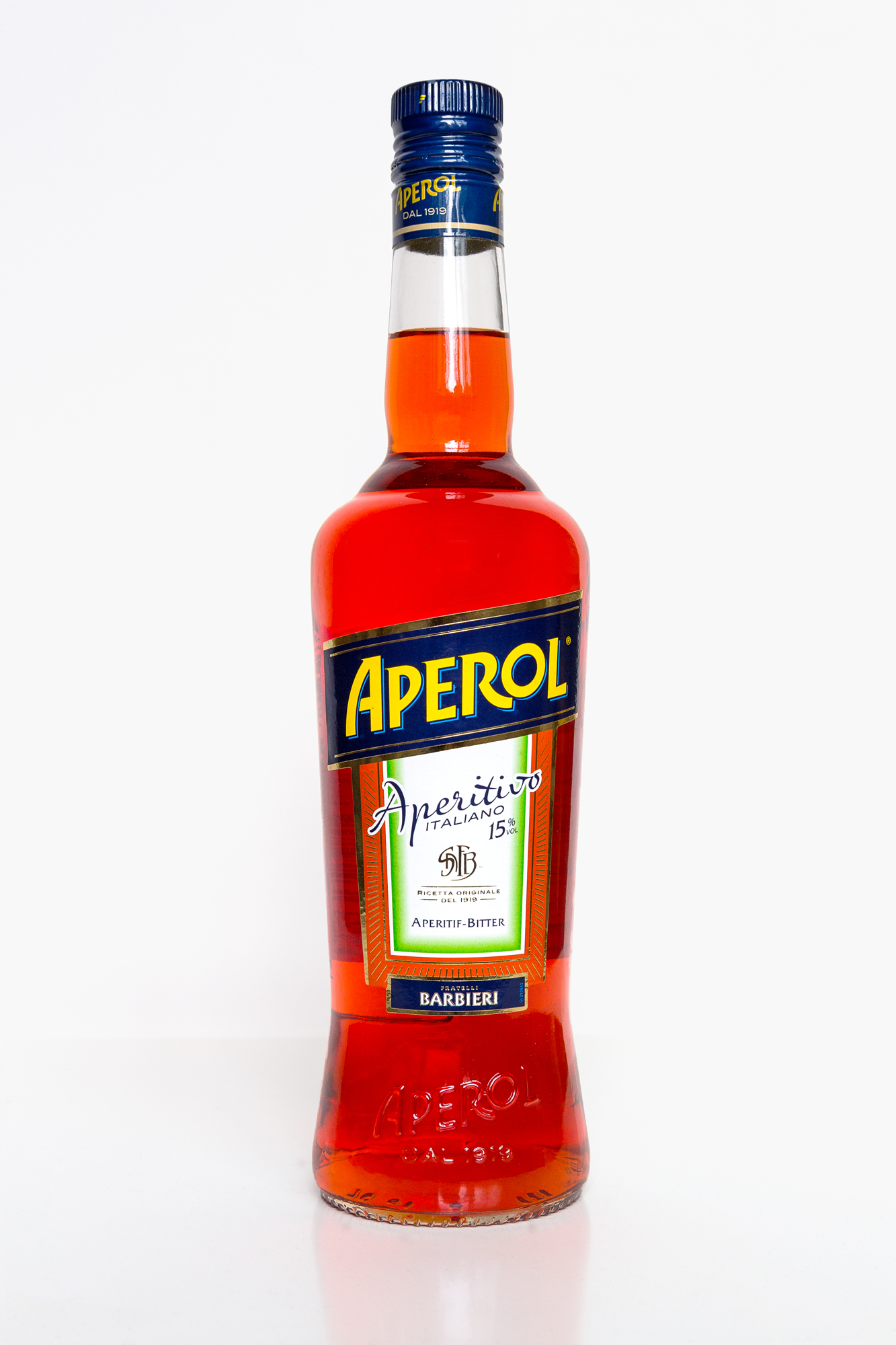
Lahev Aperolu

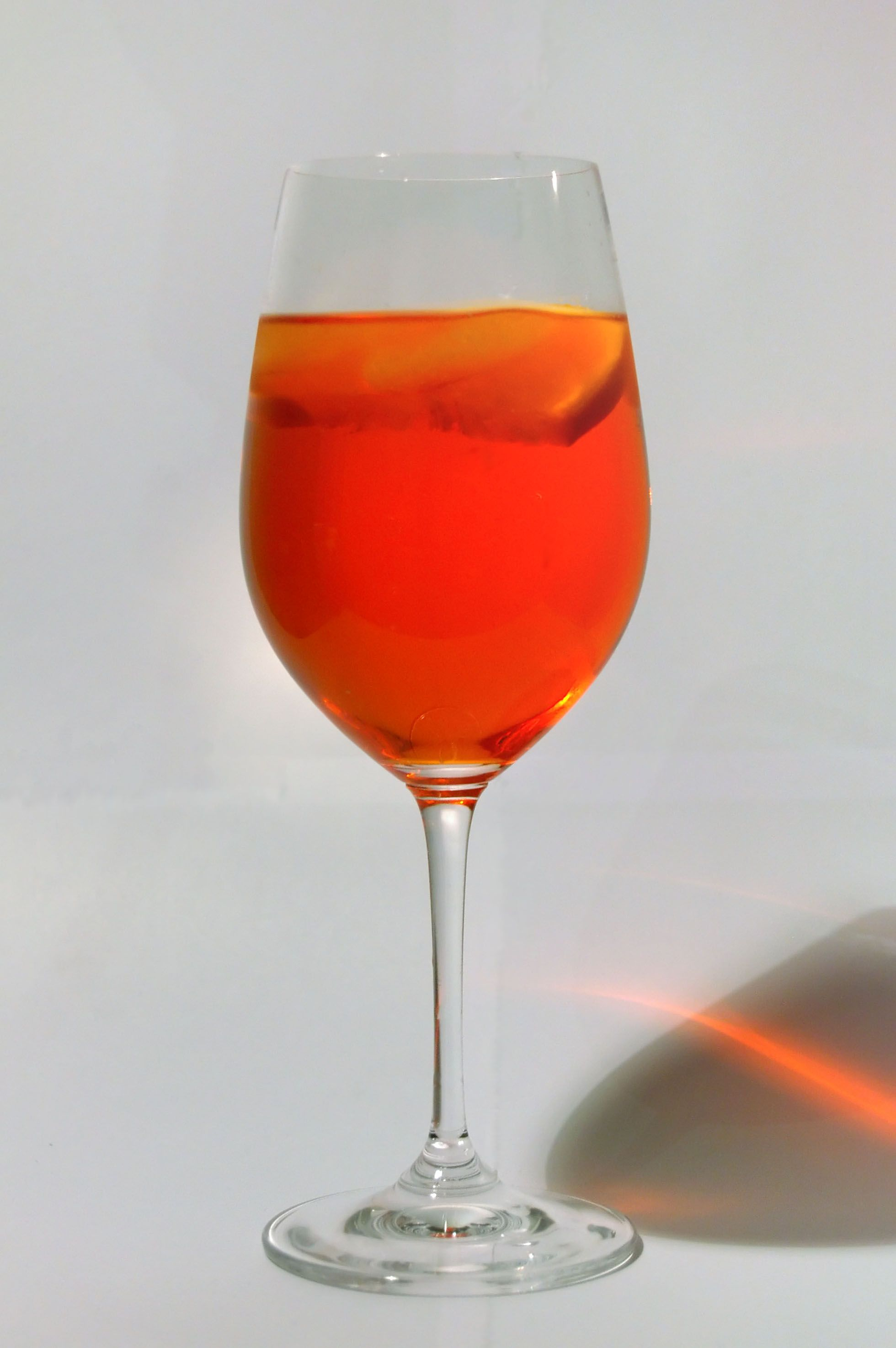
Aperol

Aperol je alkoholický nápoj řadící se mezi kořeněné bittery. Má oranžovočervenou barvu s ovocnou, lehce hořkou chutí. Vyrábí se na bázi lihu z hořce, rebarbory, výtažků z pomerančů, aromatických bylin a barviv; obsahuje 11 % (objemových) alkoholu. Chuť je bohatá právě díky infuzi směsi vysoce kvalitních bylin a kořenů. 

## Historie
Vznikl v italské rodinné firmě bratrů Barbieri v Padově kolem roku 1919. V tomto roce byl představen na veletrhu Fiera Campionaria di Padova. Roku 1993 byla firma F.lli Barbieri koupena společností Barbero 1891 a ta se v prosinci 2003 stala součástí skupiny Campari [kamˈpári].
Nejznámějším nápojem na bázi Aperolu je Aperol Spritz [spric]. Vznikl v 50. letech jako varianta benátského vinného střiku (spritz veneto), který do Benátek zřejmě přinesli Rakušané v 19. století (Benátky byly v 1. polovině 19. století součástí habsburského soustátí).

## Podávání
Podává se vždy dobře vychlazený, čistý i prodloužený (se sodou, šumivým vínem). Klasický Aperol Spritz, jak jej doporučoval přímo výrobce, se skládal ze 3 dílů prosecca [proˈsika], 2 dílů Aperolu a 1 dílu sodovky. Později začala výroba speciálního prosecca Pro-Spritz, určeného přímo pro míchání koktejlu Aperol Spritz. Doporučené poměry jsou v tomto případě 1 díl Aperolu, 1 díl prosecca Pro-Spritz a soda dle chuti. Aperol Spritz by se měl podávat ve sklenici na stopce, existují i sklenice přímo od výrobce. Případně se dají použít sklenice na červené víno. 

## Bojkot drinku kvůli podnikání v Rusku
Drink se stal předmětem kontroverze kvůli podnikání výrobce, firmy Campari Group, v Rusku k srpnu 2023. K vyškrnutí nápoje z nápojového lístku přistoupila řada provozovatelů barů na Ukrajině. V říjnu 2023 zažalovala Campari Group lokálního distributora Master-Trade, který nápoj importoval a nelegálně prodával Aperol v Rusku. Moskevští soudci zakázali distributorovi dovážet a prodávat Aperol v prosinci 2023, ale sama Campari Group zůstala podnikat jak na Ukrajině, tak v Rusku.